# Bekalar
Bekalar is een bestuurslaag in het regentschap Siak van de provincie Riau, Indonesië. Bekalar telt 4979 inwoners (volkstelling 2010).